# Virus de Puumala
Orthohantavirus puumalaense
Espèce
Classification phylogénétique
- Espèce : Orthohantavirus puumalaense
  - Virus de Puumala

Orthohantavirus puumalaense, aussi appelé virus de Puumala, est un hantavirus du genre Orthohantavirus. Il s'agit d'un virus à ARN monocaténaire de polarité négative, appartenant donc au groupe V de la classification Baltimore. Ce virus enveloppé provoque chez l’humain une insuffisance rénale transitoire appelée néphropathie épidémique, une forme atténuée de fièvre hémorragique avec syndrome rénal (FHSR). Plusieurs Orthohantavirus peuvent générer des formes plus ou moins graves de FHSR, comme le virus de Hantaan, le virus de Séoul ou le virus de Dobrava-Belgrade.
Les Hantavirus qui circulent sur le continent américain provoquent une autre pathologie appelée syndrome pulmonaire à hantavirus.